# Vuelta a Colombia 1962
La 12.ª edición de la Vuelta a Colombia tuvo lugar entre el 17 de octubre y el 1 de noviembre de 1962. El boyacense Roberto Buitrago del equipo Pereira se coronó campeón con un tiempo de 60 h, 59 min y 30 s.

## Equipos participantes
| Equipo                      | Categoría  |
| --------------------------- | ---------- |
| Antioquia A                 | Aficionado |
| Antioquia B                 | Aficionado |
| Armenia                     | Aficionado |
| Cauca                       | Aficionado |
| Cundinamarca A              | Aficionado |
| Cundinamarca B              | Aficionado |
| Cundinamarca C              | Aficionado |
| Cundinamarca Independientes | Aficionado |
| España                      | Aficionado |
| Huila                       | Aficionado |
| Norte de Santander          | Aficionado |
| Pereira                     | Aficionado |
| Santander                   | Aficionado |
| Tolima                      | Aficionado |
| Valle                       | Aficionado |
| Valle Independiente         | Aficionado |

## Etapas
| Etapa      | Fecha          | Recorrido                  | Distancia (km)      | Ganador                    | Líder                |                     |
| ---------- | -------------- | -------------------------- | ------------------- | -------------------------- | -------------------- | ------------------- |
| 1.ª etapa  | 17 de octubre  | Bogotá - El Espinal        | 152                 | Carlos Montoya Arias       | Carlos Montoya Arias |                     |
| 2.ª etapa  | 18 de octubre  | El Espinal - Ibagué        | 53 (CRI)            | José Lubín Maya            | José Lubín Maya      |                     |
| 3.ª etapa  | 19 de octubre  | Ibagué - Armenia           | 98                  | Roberto Buitrago           | Rubén Darío Gómez    |                     |
| 4.ª etapa  | 20 de octubre  | Armenia - Tuluá            | 127                 | Soel Medina                | Rubén Darío Gómez    |                     |
| 5.ª etapa  | 21 de octubre  | Tuluá - Cali               | 105                 | Martín "Cochise" Rodríguez | Rubén Darío Gómez    |                     |
| 6.ª etapa  | 22 de octubre  | Cali - Popayán             | 164                 | Pedro Julio Sánchez        | Pedro Julio Sánchez  |                     |
| 7.ª etapa  | 23 de octubre  | Circuito Ciudad de Popayán | 80                  | Martín Colmenarejo         | Pedro Julio Sánchez  |                     |
| 8.ª etapa  | 24 de octubre  | Popayán - Palmira          | 192                 | José Lubín Maya            | Pedro Julio Sánchez  |                     |
| 9.ª etapa  | 25 de octubre  | Palmira - Pereira          | 202                 | Martín Colmenarejo         | Pedro Julio Sánchez  |                     |
|            | 26 de octubre  | Descanso en Pereira        | Descanso en Pereira | Descanso en Pereira        | Descanso en Pereira  | Descanso en Pereira |
| 10.ª etapa | 27 de octubre  | Pereira - Riosucio         | 119                 | Alfonso Galvis             | Pedro Julio Sánchez  |                     |
| 11.ª etapa | 28 de octubre  | Riosucio - Medellín        | 160                 | Javier Amado Suárez        | Javier Amado Suárez  |                     |
| 12.ª etapa | 29 de octubre  | Medellín - Riosucio        | 160                 | Roberto Buitrago           | Javier Amado Suárez  |                     |
| 13.ª etapa | 30 de octubre  | Riosucio - Manizales       | 104                 | Martín "Cochise" Rodríguez | Javier Amado Suárez  |                     |
| 14.ª etapa | 31 de octubre  | Manizales - La Dorada      | 175                 | Rubén Darío Gómez          | Roberto Buitrago     |                     |
| 15.ª etapa | 1 de noviembre | La Dorada - Bogotá         | 194                 | Candelas Domínguez         | Roberto Buitrago     |                     |

## Clasificaciones finales

### Clasificación general
Los diez primeros en la clasificación general final fueron:
| Clasificación general |                            |                |                   |
| Ciclista              | Ciclista                   | Equipo         | Tiempo            |
| --------------------- | -------------------------- | -------------- | ----------------- |
| 1.º                   | Roberto Buitrago           | Cundinamarca A | 60 h 59 min 30 s  |
| 2.º                   | Martín "Cochise" Rodríguez | Antioquia A    | + 8 s             |
| 3.º                   | Javier Amado Suárez        | Antioquia A    | + 13 min 21 s     |
| 4.º                   | Rubén Darío Gómez          | Pereira        | + 15 min 33 s     |
| 5.º                   | José Lubín Maya            | Antioquia A    | + 35 min 32 s     |
| 6.º                   | Pedro Julio Sánchez        | Tolima         | + 45 min 55 s     |
| 7.º                   | Juan Sánchez Camero        | España         | + 1 h 04 min 03 s |
| 8.º                   | Gabriel Halaixt            | Antioquia B    | + 1 h 08 min 41 s |
| 9.º                   | Carlos Montoya Arias       | Valle          | + 1 h 10 min 08 s |
| 10.º                  | Pablo Enrique Hernández    | Pereira        | + 1 h 10 min 24 s |

### Clasificación de la montaña
| Clasificación de la montaña |                      |                |        |
| Ciclista                    | Ciclista             | Equipo         | Puntos |
| --------------------------- | -------------------- | -------------- | ------ |
| 1.º                         | Roberto Buitrago     | Cundinamarca A | 63     |
| 2.º                         | Javier Amado Suárez  | Antioquia A    | 36     |
| 3.º                         | Carlos Montoya Arias | Valle          | 25     |

### Clasificación por equipos
| Clasificación por equipos |             |                   |
| Equipo                    | Equipo      | Tiempo            |
| ------------------------- | ----------- | ----------------- |
| 1.º                       | Pereira     | 184 h 55 min 1 s  |
| 2.º                       | Antioquia A | + 55 s            |
| 3.º                       | Antioquia B | + 1 h 00 min 43 s |